# Kalydo
Kalydo is een cloudgamingdienst van het Nederlandse bedrijf Eximion, die van start ging in 2008.
De gamestreamingdienst is gebaseerd op het streamen van bestanden waardoor computerspellen sneller kunnen starten zonder installatie.

## Beschrijving
Het Kalydo-platform begon als een bèta in 2008 en ging korte tijd later live als commerciële versie. De dienst is wereldwijd beschikbaar geworden, ook in landen met lage internetsnelheden. Eximion, de ontwikkelaar van Kalydo, is een Nederlands bedrijf, gevestigd in Eindhoven.
De spellen draaien via een plug-in binnen een webbrowser op de computer, en vertonen hierdoor overeenkomsten met een browserspel, maar er wordt daarbij ook lokaal software geïnstalleerd op de harde schijf, om grotere spellen en gedeeltes in het spel sneller op te kunnen starten.
Via Kalydo zijn enkele succesvolle games uitgebracht. Zo behaalde het spel Godswar Online via het platform binnen een maand ruim twee miljoen nieuwe spelers.

### Techniek
De achterliggende techniek van het platform is gebaseerd op het streamen van kleine bestanden via een eigen ontwikkelde plug-in. Doordat het spel zo sneller wordt geladen, kan de speler vrijwel direct starten met spelen. Op de achtergrond wordt vervolgens de rest van het spel dynamisch ingeladen. Doordat er geen visuele beelden worden gestreamd, kan de hoeveelheid lag tot minder problemen leiden tijdens het spelen.

## Utomik
Het Nederlandse bedrijf Utomik is in 2015 opgezet door hetzelfde team dat ook Kalydo heeft opgericht, en wil gebruikers onbeperkt gamen aanbieden via een maandelijks abonnement. Doordat er geen beelden worden gestreamd, dient de pc dan ook te voldoen aan de systeemeisen van de te spelen games. In 2020 biedt Utomik ruim 1000 pc-spellen aan.